# Pausa, Vogtland
Pausa là một đô thị ở huyện Vogtland, bang tự do Sachsen, Đức. Đô thị Pausa, Vogtland có diện tích 36,58 kilômét vuông, dân số thời điểm ngày 31 tháng 12 năm 2006 là 3813 người. Pausa có cự ly 13 km về phía đông của Schleiz, 14 km về phía tây bắc của Plauen.